# 历世真仙体道通鉴
《历世真仙体道通鉴》，简称《仙鉴》，道教神仙传记。元代浮云山万年宫道士赵道一（又称赵全阳、“全阳子”）修撰。后收于明代明英宗正统十年出版的《正统道藏》的洞真部。赵道一籍里生平不详。全书由《正编》、《续编》、《后集》三部分组成。共收神仙、道士899人的传记。
《正编》53卷，集录得道仙真故事，始自黄帝，下逮宋末，计745人。《续编》5卷，录神仙及道教人物34人，兼及宋末元初北七真事迹。《后集》6卷，记述120位女仙故事。
此书记述较为平实，为神仙、道士传记中收罗最丰富的一部，收载时限长（从上古三皇、黄帝时期到元代初），人物之多，为《列仙传》、《神仙传》、《洞仙传》、《续仙传》、《三洞群仙录》等书所不及，具有多方面的学术价值。邓光荐在该书序言中称：“浮云山道士赵全阳著《仙鉴》，编纂详，考订核，可谓仙之董狐矣。”